# Xhavit Bajrami
Pour les articles homonymes, voir Bajrami.
Xhavit Bajrami est un boxeur pieds-poings suisse d'origine albanaise, né à Pristina le 30 octobre 1975. Il mesure 1,92 m pour 98 kg.
Bajrami est un boxeur qui compte davantage sur sa technique que sur sa puissance pour remporter un combat. Il s'est fait connaitre par quelques participations à des tournois au sein du K-1. Il a d'ailleurs remporté un tournoi en 1999 et a été finaliste en Croatie où il a été battu par son compatriote Petar Majstorović (en).
Quelques victoires :
- 06/06/98 contre l'italien Matteo Minonzio par décision au 4e round ;
- 05/06/99 contre le sud-africain Carl Bernardo par KO au 1er round ;
- 20/06/99 contre le croate Sinisa Andrijasevic par KOT au 3e round ;
- 20/06/99 contre le croate Mirko Filipovic par décision au 4e round ;
- 20/06/99 contre le néerlandais Lloyd Van Dams par décision au 4e round ;
- 03/06/00 contre le marocain Samir Benazzouz par décision au 5e round ;
- 01/09/00 contre le belge Peter Bamoshi par KO au 1er round ;
- 01/09/00 contre le belge Marc De Wit par décision au 3e round ;
- 20/07/01 contre le marocain Samir Benazzouz par décision au 4e round ;
- 13/04/02 contre le yougoslave Dragan Jovanovic par KOT au 3e round ;
- 13/04/02 contre le croate Sean Puljak par décision au 3e round ;
- 30/05/03 contre le suédois Jörgen Kruth (en) par décision au 4e round ;
- 06/03/04 contre l'australien Peter Graham par décision au 5e round ;
- 06/06/04 contre le suédois Martin Holm par décision au 3e round ;

Xhavit Bajrami s'est incliné face à des combattants comme Rob Van Esdonk, Ernesto Hoost, Stefan Leko, Jörgen Kruth (en), Petar Majstorović (en), Jerrel Venetiaan (en), Vitaly Akhramenko.